# Szefowie ministrów Anguilli

## Lista szefów ministrówAnguilli
| #              | Szef ministrów             | Portret | Kadencja         | Kadencja         | Partia polityczna | Partia polityczna  | Rząd |
| #              | Szef ministrów             | Portret | Od               | Do               | Partia polityczna | Partia polityczna  | Rząd |
| -------------- | -------------------------- | ------- | ---------------- | ---------------- | ----------------- | ------------------ | ---- |
| Szef ministrów |                            |         |                  |                  |                   |                    |      |
| 1              | Ronald Webster (1926-2016) |         | 10 lutego 1976   | 1 lutego 1977    |                   | PPP (do 1977); AUP | 1    |
| 2              | Emile Gumbs (1928-2018)    |         | 1 lutego 1977    | maj 1980         |                   | ANA                | 1    |
| (1)            | Ronald Webster (1926-2016) |         | maj 1980         | 12 marca 1984    |                   | AUP (do 1981); ANA | 2    |
| (2)            | Emile Gumbs (1928-2018)    |         | 12 marca 1984    | 16 marca 1994    |                   | ANA                | 2    |
| 3              | Hubert Hughes (1933-)      |         | 16 marca 1994    | 6 marca 2000     |                   | AUP                | 1    |
| 4              | Osbourne Fleming (1940-)   |         | 6 marca 2000     | 16 lutego 2010   |                   | AUF                | •    |
| (3)            | Hubert Hughes (1933-)      |         | 16 lutego 2010   | 23 kwietnia 2015 |                   | AUM                | 2    |
| 5              | Victor Banks (1947–)       |         | 23 kwietnia 2015 | nadal            |                   | AUF                | •    |